# Stazione di Germendorf
La stazione di Germendorf era una stazione ferroviaria tedesca, posta sulla Nauen-Oranienburg. Serviva il centro abitato di Germendorf, oggi frazione della città di Oranienburg. È stata smantellata tra il 2000 e il 2001.